# 杨为民 (1966年)
杨为民（1966年4月—），男，中国石油化工专家，中国石油化工股份有限公司上海石油化工研究院教授级高级工程师，中国工程院院士。